# Mamersides
Mamersides, segundo Amiano Marcelino, ou Momósiro (em grego: Μομόσειρος) segundo Zósimo, foi um oficial persa do século IV, ativo durante o reinado do xá sassânida Sapor II (r. 309–379). Aparece em 363, durante o cerco romano de Perisapora (27-29 de abril) liderado pelo imperador Juliano, o Apóstata (r. 361–363), quando comandou a guarnição da cidade. Na ocasião, desceu da cidadela por uma corda e dirigiu-se ao acampamento romano, onde recebeu do imperador promessas de salvaguarda para ele e seus apoiantes. Com tais promessas, voltou à cidade e relatou o ocorrido à população, que concordou em abrir os portões aos sitiantes. Mais tarde, no entanto, quando Juliano estava próximo de Selêucia, ele viu os corpos dos parentes de Mamersides, presumivelmente assassinados em vingança por sua traição.